# Latinos
Os latinos  foram um povo que habitou principalmente a zona centro-meridional da península Itálica no I milênio a.C. Faziam parte do grupo dos itálicos, juntamente com os úmbrios, sabinos e volscos. Oriundos da Europa Central, espalharam-se por quase todo o território itálico, em ondas sucessivas. Neste movimento de ocupação, os latinos desempenharam o papel dominante, dinamizando suas ações a partir da aldeia de Roma que fundaram e que seria o núcleo inicial de um grande império, erguido pelos seus descendentes romanos. 
Em 509 a.C., são invadidos pelos Etruscos e são expulsos das suas terras. Os Latinos, para reconquistarem as suas terras, lutaram contra os Etruscos e ganharam a batalha. Mais tarde, percebem que, se conseguem vencer os Etruscos, também vencerão outros povos vizinhos.  